# Клейнруппін назавжди
«Клейнруппін назавжди» («Принц і злидар», англ. Kleinruppin forever) — кінокомедія 2004 року. Події фільму розгортаються в 1985 році.

## Сюжет
Тім і Ронні, два брати-близнюки, малюками після смерті батьків були розлучені, і опинились по різні сторони Берлінської стіни. Вони зустрілися через роки. Тім — улюбленець долі, а Ронні живе в нічного сторожа. Тім поїхав на шкільну екскурсію в НДР, де зустрівся з рідним братом, який, як і він, не знає про існування брата. Ронні поїхав замість брата в ФРН, залишивши Тіма в НДР.

## У ролях
| Актор           | Роль   |
| --------------- | ------ |
| Тобіас Шенке    | Тім    |
| Анна Бруггеманн | Яна    |
| Міхаель Гвіздек | Ервін  |
| Тіно Мьюз       | Рене   |
| Антьє Трауе     | Рамона |